# Mona Eltahawy
Mona Eltahawy (Arabisch: منى الطحاوي, Munā aṭ-Ṭaḥāwī) (Port Said, 1 augustus 1967) is een Egyptisch-Amerikaanse journalist en publicist. Zij schrijft met name over de rechten van vrouwen binnen de islam en over hervormingsbewegingen in de Arabische wereld. Ze is een bekende commentator over deze onderwerpen in de internationale media. Eltahawy heeft in Egypte, het Verenigd Koninkrijk, Saoedi-Arabië en Israël gewoond. Sinds 2000 woont ze in New York. Haar werk is enkele malen bekroond.

## Biografie
Mona Eltahawy werd geboren in Port Said (Egypte) maar woonde vanaf haar zevende in het Verenigd Koninkrijk. Toen ze vijftien was verhuisde ze met haar familie naar Saoedi-Arabië, waar haar ouders aan de universiteit van Djedda gingen werken. Zij heeft zelf gezegd dat de onderdrukking van vrouwen die ze in Saoedi-Arabië heeft meegemaakt grote invloed heeft gehad op haar denkbeelden, en van haar een feminist heeft gemaakt.
Eltahawy studeerde massacommunicatie en journalistiek aan de Amerikaanse Universiteit in Caïro. In 2011 werd ze Amerikaans staatsburger.

## Journalistiek
Al voor haar afstuderen in 1992 was ze actief als freelance journalist voor onder andere The Middle East Times, Reuters News Agency en The Guardian. Ze bouwde de jaren daarna een reputatie op als journalist met berichtgeving over anti-terreur campagnes in Egypte en de vredesonderhandelingen. In 1997 verhuisde ze tijdelijk naar Israël om vandaar verslag te doen van het Israëlisch-Palestijnse conflict.
Sinds 2000 woont ze in de Verenigde Staten waar ze het accent in haar werk verlegde van verslaggeving naar opinie en analyse. Haar columns en opiniestukken gaan vooral over de rechten van vrouwen binnen de islam, hervormingsbewegingen in de Arabische wereld, vrijheid van meningsuiting en het leven van moslims in niet-islamitische landen. Zij positioneert zich daarbij als een liberale feministische moslim. Haar columns en opiniestukken verschenen o.a. in The Washington Post, The International Herald Tribune, de Canadese kranten The Globe en Mail and Metro Canada, The Huffington Post en de pan-Arabische krant Asharq Al-Awsat. Ze schrijft ook regelmatig voor de Deense krant Politiken en is een veel gevraagde deskundige en commentator in programma’s van de BBC, CNN, Fox News, Al Arabiya en MSNBC. In april 2012 publiceerde ze het artikel Why do they hate us?, een analyse van misogynie in de Arabische wereld, in het internationaal gerespecteerde tijdschrift Foreign Policy. Dit artikel kreeg wereldwijd veel aandacht. In 2015 verscheen Eltahawy's eerste boek Headscarves and Hymens: Why the Middle East Needs a Sexual Revolution gebaseerd op Why do they hate us?
Eltahawy heeft verschillende onderscheidingen en prijzen gekregen voor haar werk: de Cutting Edge Award (2006), EU Samir Kassir Award for Freedom of the Press (2008) en de Anvil of Freedom Award (2010).

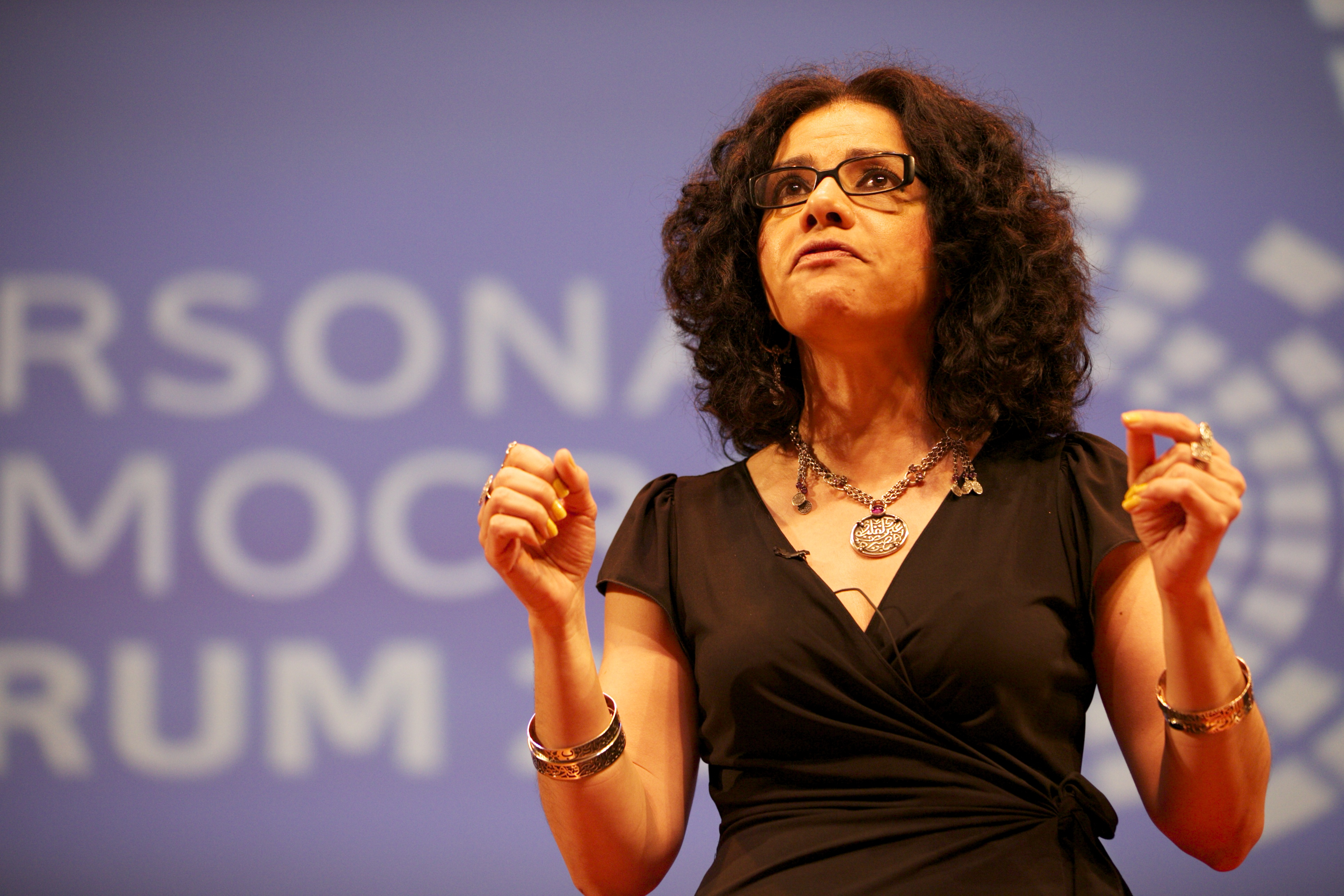
Mona Eltahawy (2011)

## Bedreigingen en arrestatie
Eltahawy's uitgesproken meningen over de positie van vrouwen in de islam en over onderdrukkende regimes leidden regelmatig tot bedreigingen. In 2011 werd ze tijdens de protesten in Caïro opgepakt door de Egyptische veiligheidsdienst. Dit kreeg veel aandacht in de internationale media en zij werd snel vrijgelaten. Eltahawy verklaarde tijdens haar arrestatie te zijn aangerand en mishandeld waarbij haar linkerarm en rechterhand gebroken werden.

## Rahaf Mohammed
Begin januari 2019 hielp Eltahawy de gevluchte Saoedische Rahaf Mohammed met het vertalen van haar tweets en het krijgen van media aandacht. Rahaf Mohammed werd aangehouden door de Thaise autoriteiten op 6 januari 2019 bij een transit op de luchthaven van Bangkok tijdens een vlucht van Koeweit naar Australië. Ze had de intentie om asiel aan te vragen en te ontsnappen aan haar familie, omdat ze de islam afvallig was geworden. Rahaf Mohammed trok met hulp van Eltahawy met succes media-aandacht door met haar mobiele telefoon via Twitter aandacht te vragen voor haar lot en kwam zo onder de hoede van de Mensenrechtenraad van de Verenigde Naties (UNHCR), om vervolgens een vluchtelingenstatus te krijgen in Canada.

## Afzeggen lezing inDe BalieAmsterdam
Eltahawy zegde een lezing af die zij op 23 april 2019 zou houden in het Amsterdamse debatcentrum De Balie over #metoo toen zij hoorde over de commotie die was ontstaan naar aanleiding van een debat in De Balie dat twee jaar eerder plaatsvond. Het ging om een debat met de titel 'Waarom haten ze ons eigenlijk?' op 23 januari 2017, georganiseerd door Stichting Werkelijkheid in Perspectief. Het titel doelde op het onderwerp van de avond: de vraag naar de motivatie van moslimextremisten. Deelnemers waren gespreksleider Geerten Waling en panelleden Paul Cliteur, Wim van Rooy, Halim el Madkouri en Meindert Fennema. Naar aanleiding van een vraag uit het publiek werd er gesproken over de juridische mogelijkheden om Moslims het land uit te zetten. Er was veel ophef over het debat bij onder andere politici, opiniemakers en op sociale media, waarbij op sociale media de hashtag #BoycottdeBalie werd gebruikt. Verschillende sprekers die bij De Balie werden uitgenodigd wezen de uitnodiging af en enkele opiniemakers moedigden het publiek aan om De Balie niet meer te bezoeken.
Eltahawy's afzegging kwam in het nieuws en De Balie reageerde erop met een bericht op de website waarin ze het vermoeden uitten dat Eltahawy onjuiste informatie had over het debat, dat De Balie publiekelijk afstand had genomen van de uitspraken in het debat en dat De Balie ook mensen aan het woord wil laten met meningen waar De Balie het niet mee eens is en het als een verantwoordelijkheid beschouwt om "verschillende opvattingen te tonen, te bevragen en te onthullen".